# 西尔维奥·马里奇
西尔维奥·马里奇（1975年3月20日—），克罗地亚男子足球运动员，场上位置是中场。他曾代表克罗地亚国家队参加1998年国际足联世界杯，结果获得季军。